# FQ Весов
FQ Весов (лат. FQ Librae) — одиночная переменная звезда в созвездии Весов на расстоянии (вычисленном из значения параллакса) приблизительно 247088 световых лет (около 75758 парсеков) от Солнца. Видимая звёздная величина звезды — от +15,7m до +14,3m.

## Характеристики
FQ Весов — пульсирующая переменная звезда типа RR Лиры (RRAB).